# Philodendron melanochrysum
Philodendron melanochrysum ist eine Pflanzenart aus der Gattung der Philodendren (Philodendron) innerhalb der Familie der Aronstabgewächse (Araceae). Sie kommt nur in Kolumbien vor und wird als Zierpflanze verwendet.

## Beschreibung

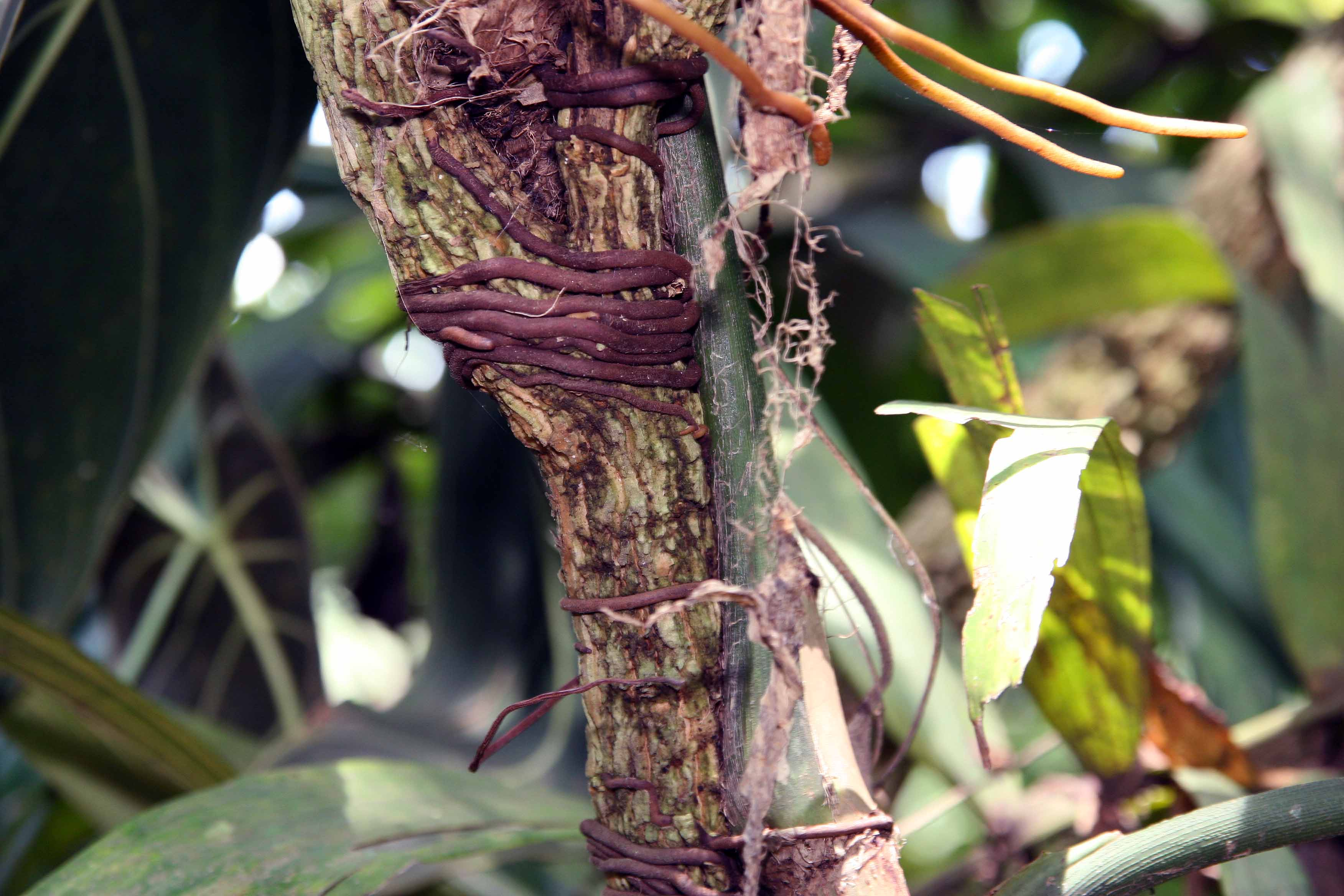
Luftwurzeln

### Vegetative Merkmale
Philodendron melanochrysum ist eine immergrüne, krautige Kletterpflanze. Die Sprossachse ist in der Regel unverzweigt und an jedem Sprossknoten bildet sie Luftwurzeln aus.
Die gestielten, hängenden, ledrigen und herz- bis pfeilförmigen, samtigen Blätter wachsen wechselständig. Der Blattstiel wird bis zu 50 cm lang. Die Blätter sind dunkelgrün und haben deutlich sichtbare, weißliche Blattrippen. Die Blätter werden im Lauf der Entwicklung der Pflanze zunehmend länglich. Dabei können die Blätter Längen von mehr als 70 cm erreichen.

### Generative Merkmale
Es werden gemischte und kolbige Blütenstände in einer Spatha mit eingeschlechtlichen und sterilen männlichen Blüten ohne Blütenhülle gebildet.

## Vorkommen
Philodendron melanochrysum kommt ausschließlich in den tropischen Feuchtwäldern der kolumbianischen Departamentos Antioquia und Chocó vor.

## Taxonomie und botanische Geschichte
Erste Pflanzenexemplare wurden im Jahr 1872 vom österreichisch-böhmischen Botaniker und Pflanzenjäger Benedict Roezl in der kolumbianischen Chocó-Region entdeckt und an Jean Linden geschickt, welcher diese Pflanzenart dann 1873 gemeinsam mit Édouard André erstmalig wissenschaftlich beschrieb.
Das Artepitheton melanochrysum setzt sich aus den altgriechischen Wörtern μέλας (melas) für „schwarz“ sowie χρυσός (chrysos) für „Gold“ zusammen.

## Verwendung
Philodendron melanochrysum findet aufgrund seines dekorativen Blattwerks weithin Verwendung als Zimmerpflanze. Wegen seiner natürlichen Wuchsform als Kletterpflanze ist dabei die Kultivierung an einem Rankstab üblich.
Darüber hinaus wird P. melanochrysum mit anderen Arten der Gattung Philodendron hybridisiert, um neue Kultivare zu schaffen. Zu den bekanntesten Hybriden zählen Philodendron 'Glorious' (P. gloriosum × melanochrysum) und Philodendron 'Splendid' (P. verrucosum × melanochrysum), welche beide durch den Züchter Keith Henderson erschaffen wurden.